# الاجرد (محافظة العيص)
الاجرد، قرية من قرى محافظة العيص، والتابعة لمنطقة المدينة المنورة في السعودية.